# Jezainville

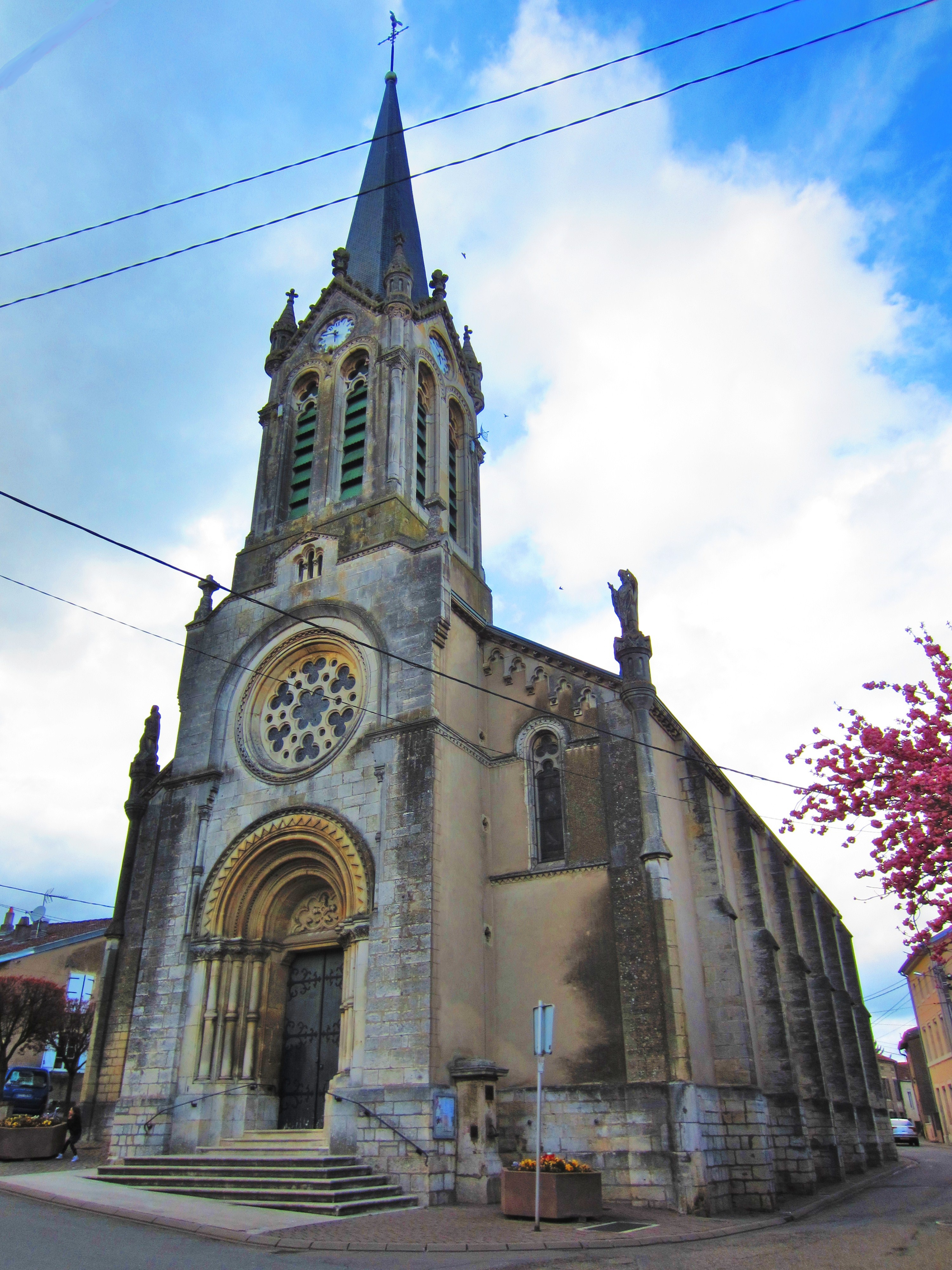
Kościół św. Albina z 1872 r. (2012)

Jezainville – miejscowość i gmina we Francji, w regionie Grand Est, w departamencie Meurthe i Mozela.
Według danych na rok 1990 gminę zamieszkiwało 806 osób, a gęstość zaludnienia wynosiła 44 osoby/km² (wśród 2335 gmin Lotaryngii Jezainville plasuje się na 436. miejscu pod względem liczby ludności, natomiast pod względem powierzchni na miejscu 224.).

## Populacja

Populacja Jezainville w latach 1962–2008